# Santranges
Santranges é uma comuna francesa na região administrativa do Centro, no departamento Cher. Estende-se por uma área de 24,38 km². Em 2010 a comuna tinha 413 habitantes (densidade: 16,9 hab./km²).